# Bogusław Bagsik
Bogusław Bagsik (ur. 8 kwietnia 1963 w Bytomiu) – polski przedsiębiorca, radny miasta Cieszyna pierwszej kadencji (1990–1994). Właściciel i założyciel spółki Art-B.
Laureat Nagrody Kisiela w kategorii biznes. Posiada obywatelstwo polskie, niemieckie i izraelskie. Zna kilka języków obcych, biegle mówi w trzech językach: niemieckim, angielskim i hebrajskim. Kolekcjoner dużej kolekcji dzieł sztuki zdeponowanej w Muzeum Narodowym w Warszawie. W 1991 roku Bogusław Bagsik był na 8. miejscu listy najbogatszych Polaków wg tygodnika „Wprost”.
Od 1991 roku wspólnie z Andrzejem Gąsiorowskim był poszukiwany międzynarodowym listem gończym przez Interpol. W 1994 roku Bogusław Bagsik został zatrzymany na lotnisku w Zurychu. W 1996 roku odbyła się ekstradycja Bagsika do Polski, gdzie został skazany na karę więzienia. Jego wspólnik Andrzej Gąsiorowski nie został zatrzymany. Andrzej Gąsiorowski przez 25 lat ukrywał się w Izraelu aż do 2014 roku, czyli do czasu przedawnienia sprawy afery Art B w Polsce. W 2016 roku odtajniono część zbioru zastrzeżonego IPN, materiały operacyjne dotyczące Bogusława Bagsika. Materiały operacyjne Biura „B” Ministerstwa Spraw Wewnętrznych z lat 1989–1990 dotyczące Bogusława Bagsika znalazły się w dokumentacji z tzw. zbioru zastrzeżonego.

## Życiorys
Dzieciństwo spędził na Górnym Śląsku w Zabrzu-Rokitnicy i tam uczęszczał do szkoły, SP nr 30 w dzielnicy Helenka i SP nr 31 – w Rokitnicy. Następnie ukończył IV Liceum Ogólnokształcące im. Mikołaja Reja. Równolegle uczęszczał do Państwowej Szkoły Muzycznej I i II stopnia im. Stanisława Moniuszki w Zabrzu. Absolwent Studium Nauczycielskiego w Katowicach.
Po maturze opuścił rodzinne Zabrze i zamieszkał najpierw w gminie Goleszów, a później w Cieszynie.
Pracę zawodową rozpoczął jako stroiciel fortepianów, następnie pracował jako nauczyciel, kolejno jako pomocnik przy budowie kościołów, organista w kilku parafiach i akwizytor w przedsiębiorstwie Jur-Gast w Wiśle, gdzie szybko awansował na pełnomocnika zarządu tej spółki.

## Działalność biznesowa
W 1989 roku utworzył spółkę Art-B” z siedzibą w Cieszynie. W 1991 r. znalazł się na 8. miejscu na liście 100 najbogatszych Polaków tygodnika Wprost. W 1991 roku Bogusław Bagsik został uhonorowany Nagrodą Kisiela w kategorii biznes.
Bagsik przelewał pieniądze przez różne banki doprowadzając do ich wielokrotnego oprocentowania. Jest to tzw. mechanizm „oscylatora”. W połowie kwietnia 1991 spółka Bagsika i Gąsiorowskiego wykupiła wszystkie traktory w Ursusie, ratując przedsiębiorstwo przed bankructwem; „Ursus” nie wywiązał się z zawartej umowy mimo otrzymania zapłaty zgodnej z umową. Żądania „Art-B” dotyczące realizacji umowy spowodowały reakcję silnych związków zawodowych „Ursusa” i reperkusje prawne w stosunku do Bagsika i Gąsiorowskiego, a nie w stosunku do „Ursusa”. Art-B, jako pierwsza prywatna spółka w Polsce, otrzymała koncesję na handel bronią. W 1990 r. Główny Inspektor Nadzoru Bankowego dostrzegł nieprawidłowości w obrocie kapitału holdingu Art-B, ale dopiero po pół roku prokuratura wszczęła śledztwo w tej sprawie. W Izraelu Bagsik z Gąsiorowskim zakupili akcje koncernu naftowego PAZ za kilkadziesiąt milionów dolarów.

## Ucieczka do Izraela
1 sierpnia 1991 roku Bogusław Bagsik z rodziną i wspólnikiem spółki Andrzejem Gąsiorowskim uciekł przez Niemcy do Izraela, gdzie uzyskał obywatelstwo. Ówczesny szef Biura Bezpieczeństwa Narodowego Maciej Zalewski ostrzegł Bagsika i Gąsiorowskiego kilkanaście godzin przed szykującym się aresztowaniem. Maciej Zalewski został za to skazany prawomocnym wyrokiem sądu na karę dwóch i pół roku pozbawienia wolności. Ukrywał się w Izraelu do 2014 roku.

## List gończy Interpol, droga kryminalna, procesy
13 listopada 1991 roku wydano za Bagsikiem list gończy Interpol. W czerwcu 1994 roku został zatrzymany na lotnisku w Zurychu. Po trwającej prawie dwa lata procedurze ekstradycyjnej w lutym 1996 wydano go Polsce. Tu zarzucono mu m.in. zagarnięcie ponad 400 mln zł metodą oscylatora (doliczono się 620 wielokrotnie oprocentowanych czeków), przekupstwo urzędników bankowych i działanie na szkodę spółki. Bagsik bronił się twierdzeniem, że oscylator wymyślony został przez niego i nie był zakazany prawem. W lutym 1998 rozpoczął się proces, a w październiku – po wpłaceniu przez Klub Kapitału Polskiego 2 mln zł kaucji – oskarżonego wypuszczono na wolność. 20 października 2000 skazano go na karę 9 lat pozbawienia wolności (zaliczając jednak na poczet kary 4 i pół roku pobytu w areszcie), 5 tys. zł grzywny i 5-letni zakaz pełnienia stanowisk w spółkach. 22 stycznia 2002 apelacja jego obrońców została odrzucona, a 2 sierpnia tego samego roku Bogusław Bagsik zgłosił się do aresztu na warszawskim Służewcu. Do odsiedzenia pozostało mu wówczas niespełna 4 lata. W maju 2004 Bagsik opuścił więzienie; został przedterminowo zwolniony, a okres próby, któremu zgodnie z prawem podlegał, minął 24 lutego 2007 roku.
Po opuszczeniu więzienia rozpoczął działalność w spółce Digit Serve Ltd, która przy współpracy przedsiębiorstw Ceng Polska, Vinsvin i eCashing oferowała inwestycje na rynku Forex, a w rzeczywistości była piramidą finansową. Spółka doprowadziła 170 inwestorów do strat rzędu 33 mln zł. W tej sprawie w listopadzie 2015 roku zapadł wyrok sądu warszawskiego skazujący byłego szefa Art-B na karę 5 lat więzienia i naprawienia przez niego i jego wspólnika „wielomilionowej szkody poprzez zapłatę określonych kwot poszczególnym – wymienionym w sentencji orzeczenia – pokrzywdzonym”.
14 kwietnia 2014 roku Bagsik został zatrzymany w sprawie, w której Prokuratura Rejonowa Warszawa Śródmieście-Północ postawiła mu zarzut „wyprania” ponad 11 milionów zł.
W 2015 roku Bogusław Bagsik wraz z Andrzejem Gąsiorowskim wspólnie powołali w Polsce Organizację Byłych Oficerów Wywiadu.
W październiku 2019 roku wyrokiem Warszawskiego Sądu Okręgowego Bagsik został skazany na karę 6 lat więzienia i grzywnę 100 tys. zł oraz zobowiązany do „naprawienia szkody uczynionej przestępstwem poprzez zwrócenie pokrzywdzonym pobranych kwot pieniędzy”. Proces w tej sprawie rozpoczął się przed Sądem Okręgowym w Warszawie na początku września 2017 r. Sąd Okręgowy po raz drugi zajmuje się sprawą. W styczniu 2017 r. Sąd Apelacyjny w Warszawie uchylił poprzedni wyrok sądu I instancji, który zapadł w listopadzie 2015 r. Wówczas SO wymierzył Bogusławowi Bagsikowi karę 5 lat więzienia, a Maciejowi G. – roku więzienia w zawieszeniu. Sąd apelacyjny uchylając tamten wyrok uznał, że sąd okręgowy źle wówczas ocenił szkodę osób pokrzywdzonych.
Według prokuratury, oskarżeni w latach 2005–2007 oszukali około 170 osób, które zainwestowały łącznie ponad 33,5 mln zł. Dochodzenie w sprawie wszczęto w 2007 r., po zawiadomieniu Komisji Nadzoru Finansowego. W śledztwie ustalono, że Bogusław Bagsik działał w imieniu spółki z siedzibą w Wlk. Brytanii. W czerwcu i lipcu 2022 roku był poszukiwany listami gończymi.

## Media, show biznes
- 2018: reportaż Art-B. Made in Poland – wystąpił
- 2016: pierwszy wywiad po 25 latach w programie autorskim Red Carpet u Małgorzaty Gryniewicz[15]
- 2015: książka pt. Ścigani, Piotr Pytlakowski rozmawia z szefami Art-B[16]
- 2000: Zakochani – obsada aktorska
- 2000: album 2B in Art akustycznie[17]
- 1999: album 2B in Art[18] – producent
- 1996: książka pt. Człowiek nie stela, autor Jerzy Ruksza, wydawnictwo: Interfon
- 1994: „Exodus” – słowa
- 1992: film dokumentalny Guitar Legends – producent filmu[19]

W 1991 r. Bogusław Bagsik i Andrzej Gąsiorowski założyli Viva Art Music, która od 1994 r. stała się 50% udziałowcem w Viva Art Music Sweden AB, której prezesem był szwedzki producent Lars Olsson. Przedsiębiorstwo zajmowało się organizacją imprez i produkcją koncertów o charakterze międzynarodowym.
Produkcje Viva Art Music:
- 14–15 sierpnia 1991: podczas IV Podróży Jana Pawła II do Polski Art-B była współorganizatorem II Festiwalu Artystów Chrześcijańskich w Częstochowie. Gwiazdą Festiwalu była Donna Summer. Koncert odbył się na stadionie Włókniarza w Częstochowie i był transmitowany przez stację BBC.
- 1991: książka pt. Prawda o Art.B: Sprawca, czy ofiara? autor Aleksander Badero. wydawca: Andy GraFik Ltd.
- 1991: książka pt. Art-B bluff, autor Jerzy Andrzejczak, Przemysław Cwiklińsk, Jacek Ziarno, wydawca: Polska Oficyna Wydawnicza BGW
- 1991: książka pt. Jak kradliśmy księżyc, autor Jerzy Diatłowicki

Losy Bagsika opisuje Kazik Staszewski w piosence Jeden przykład fortuny z rodzimego kraju na płycie Spalaj się!.

## Promotor boksu zawodowego
W 2007 roku wystąpił w roli promotora w Polsce i zorganizował w katowickim Spodku walkę Tomasza Adamka.

### Nagrody
- 1991: Laureat Nagrody Kisiela[20].

## Miejsce naliście najbogatszych Polaków Wprost
- 1991 – miejsce 8.[21]

## Kolekcja sztuki
Bogusław Bagsik jest kolekcjonerem sztuki. Obecnie (2009) czterdzieści pięć dzieł z kolekcji Art-B znajduje się w Muzeum Narodowym w Warszawie.
Wśród nich znalazły się:
- Pablo Picasso, „Cyrk”, 1957, grafika
- Pablo Picasso, „Tauromachia”, 1957, grafika
- Oswald Achenbach, „Grobowiec Cecylii Metelli”, 1886, olej
- Auguste Renoir, „La collation”, ok. 1890, rysunek
- Stanisław Ignacy Witkiewicz, Portret pana S.A., czerwiec 1939, 62,3 × 48,5, pastel, papier
- Johann Georg Bandau II, Waza, lata 20. XIX w.; 41 × 34 × 31, srebro
- Johann Georg Bandau II, Waza, lata 20. XIX w., srebro
- Louis-Nicolas Naudina, „Srebrna waza”, ok. 1820, 1819–38, 30 × 33,2
- Zygmunt Menkes, Dziewczyna z kwiatem, 42,4 × 34,5, olej, dykta
- Teodor Axentowicz, „Na gromniczną”, olej
- Józef Brandt, „Portret towarzysza pancernego na karym koniu”, olej
- Wojciech Kossak, „Odwrót spod Moskwy”, 1922, olej
- Wojciech Kossak, „Dziewczyna w chustce”, 1918, olej
- Mela Muter, „Zimowy pejzaż miejski”, „Kutry przy brzegu” dwustronny obraz, olej
- Alfred Aberdam, „Martwa natura z kwiatami i książką”, olej
- Jacek Malczewski, Portret dziewczynki siedzącej na drabinie, 1922, 97,8 × 69,5, olej, tektura
- Jacek Malczewski, Mężczyzna na drabinie, 1922,olej
- Jacek Malczewski, Portret Wincentego Łepkowskiego, 1911, 74 × 93, olej, deska
- Jacek Malczewski, Chrystus w Emaus – dyptyk, 1912, cz. lewa 72,6 × 53,5, cz. prawa 72,5 × 55, olej, tektura
- Jacek Malczewski, Portret doktora Ignacego Baslera, 1924, 50,3 × 71,3, olej, tektura
- Jacek Malczewski, „Portret Antoniego Lanckorońskiego z ojcem”, 1905, olej
- Jacek Malczewski, „Kobieta na tle gaju z jarzębiną”, 1917, olej
- Tadeusz Makowski, Portret dziewczynki o ciemnych włosach, 46 × 28,5, olej, deska
- Wytwórnia kryształów Baccarat, Pantera, 15 × 51,2 × 12,3, szkło.

Na przełomie czerwca i lipca 2009 roku w Muzeum Narodowym w Warszawie odbyła się wystawa dzieł z kolekcji Art-B